# Stora Uttersjö (Surteby-Kattunga socken, Västergötland)
Stora Uttersjö är en sjö i Marks kommun i Västergötland och ingår i Viskans huvudavrinningsområde.